# L'Affaire Protheroe
L'Affaire Prothéro
Pour les articles homonymes, voir L'Affaire Protheroe (homonymie) et The Murder at the Vicarage.
L'Affaire Prothéro ou L'Affaire Protheroe (titre original : The Murder at the Vicarage) est un roman policier écrit par Agatha Christie publié en octobre 1930 au Royaume-Uni. Il est publié la même année aux États-Unis et en 1932 en France.
C'est le premier roman mettant en scène la détective amatrice Miss Jane Marple.

## Résumé
Retraité à St. Mary Mead, le colonel Protheroe y vit avec sa jeune épouse. Son caractère emporté le rend impopulaire dans le village. Un pistolet est retrouvé dans la main droite et une balle dans la tête dans le bureau du pasteur alors qu'il avait annoncé vouloir vérifier la régularité des comptes de l'église. A côté du corps, on a trouvé une note confuse qui disait seulement : « 6h20, Cher Clément, je suis désolé, je ne peux pas attendre plus longtemps car je dois… ». 
Sa voisine Miss Marple mène alors son enquête. Elle cite sept suspects du crime et, pour trouver le meurtrier, elle fait appel au pasteur Clement.

## Personnages principaux
- Enquêteurs
  - Miss Marple
  - Colonel Melchett : chef de la police du district
  - Inspecteur Flem
  - Agent Hurst : représentant de la police locale
  - Dr Roberts : coroner

- Presbytère
  - Leonard Clement : pasteur de St. Mary Mead, (le narrateur)
  - Griselda Clement : son épouse
  - Dennis : son neveu
  - Mary Hills : domestique des Clement
  - Hawes : nouveau vicaire

- Demeure de Old Hall
  - Colonel Lucius Protheroe (la victime)
  - Anne Protheroe : sa seconde épouse
  - Lettice Protheroe : la fille de son premier mariage
  - Reeves : le maître d'hôtel
  - Manning : le chauffeur
  - Mme Simmons : la gardienne
  - Rose : la bonne
  - Gladdie : l'aide-cuisinière
  - Mme Pratt

- Autres habitants de St. Mary Mead
  - Raymond West : neveu de Miss Marple
  - Mme Price Ridley
  - Miss Wetherby
  - Miss Hartnell
  - Mme Lestrange : nouvelle habitante
  - Professeur Stone : archéologue
  - Miss Gladys Cram : jeune secrétaire de Stone
  - Dr Haydock : médecin du village
  - Lawrence Redding : peintre
  - M. Cherubin : pharmacien
  - Archer : braconnier condamné par le colonel Protheroe
  - Mme Archer : bailleur de Redding

## Élaboration du roman

### Écriture
Comme plusieurs romans d'Agatha Christie, L'Affaire Protheroe est raconté à la première personne, le narrateur étant ici Leonard Clement, le pasteur de St. Mary Mead.
Le roman est le premier des treize ouvrages d'Agatha Christie dans lesquels apparaît Miss Marple. Toutefois, il ne s'agit pas de sa première apparition chronologique. En effet, Agatha Christie avait précédemment publié 6 nouvelles du futur recueil Miss Marple au Club du Mardi (1932), dans les colonnes du magazine The Sketch, en 1928. Cependant, dans ces nouvelles, la nouvelle héroïne d'Agatha Christie, bien que donnant toujours la clé de l'énigme posée, restait un peu à l'arrière-plan et n'avait pas encore l'« épaisseur » que lui donnera la romancière dans les douze romans où elle la mettra en scène.
C'est le premier roman à être publié par William Collins, Sons sous leur nouvelle maison d'édition, Collins Crime Club, créée quelques mois plus tôt, en mai 1930.

### Variations du titre
Le roman est sorti simultanément avec deux titres différents des deux côtés de l'Atlantique : sans article initial au Royaume-Uni (Murder at the Vicarage), et avec aux États-Unis (The Murder at the Vicarage).
Les titres des éditions françaises ont également subi des variations : « Prothero » était ainsi épelé dans la traduction de 1932 de Claude-Pierre Langers (et encore en usage dans l'édition de 1967 de la collection « Club des masques »), tandis que la nouvelle traduction de 1990, réalisée par Raymonde Coudert (à la fois pour le tome 2 des « Intégrales » et en réédition dans la collection « historique » Le Masque) faisait cette fois usage de la graphie « Protheroe ».